# Enrico Castelnuovo (historien de l'art)
Pour les articles homonymes, voir Enrico Castelnuovo.
Enrico Castelnuovo (né le 26 mai 1929 à Rome et mort le 15 juin 2014  à Turin) est un historien de l'art italien, spécialiste du Moyen Âge mais ayant étendu ses recherches aussi à l'époque moderne et contemporaine.

## Biographie
Après avoir obtenu Laurea en Histoire de l'art à l'université de Turin en 1951, Enrico Castelnuovo poursuit ses études à l'université de Florence avec Roberto Longhi. Il a enseigné à Lausanne, Genève et Turin, et à partir de 1983, à l'École normale supérieure de Pise.

## Domaine de recherche
Figure d'intellectuel curieux et aux intérêts multiples, il ne s'est jamais limité à un seul domaine d'études. Néanmoins, depuis sa jeunesse un certain nombre de problématiques reviennent dans sa réflexion :  la place de l'artiste dans la société du Moyen Âge, l'art gothique en Europe, les frontières  et leur dépassement (frontières tant géographiques que chronologiques et intellectuelles), l’histoire de l’histoire de l’art, la fortune du Moyen Âge au XIXe et XXe siècles. Ses publications concernent l'art à la cour papale d'Avignon, les vitraux du Moyen Âge, les chantiers de sculptures romane et gothique, la géographie artistique, mais il a aussi été l'éditeur scientifique d'un grand nombre d'ouvrages collectifs et catalogues d'expositions. En tant que membre du conseil scientifique de la maison d'éditions Einaudi  il a, depuis les années 1960, promu la publication de nombreux ouvrages sur l'art médiéval et surtout la traduction italienne des études d'historiens et historiens de l'art majeurs du XXe siècle, en contribuant ainsi à renouveler la perspective de l'histoire de l'art en Italie.

## Travaux et publications

### Œuvres majeures
- Un pittore italiano alla corte di Avignone. Matteo Giovannetti e la pittura in Provenza nel secolo XIV, Turin, Einaudi, 1962
- Jean Fouquet, (I maestri del colore, 58), Milan, Fratelli Fabri, 1963; nouvelle éd. 1977
- Arte, industria, rivoluzioni. Temi di storia sociale dell'arte, Turin, Einaudi, 1985; Pise: Edizioni della Normale, 2007 (avec postface d'Orietta Rossi Pinelli)
- La Pittura in Italia: l'Ottocento, Electa, 1991
- La cattedrale tascabile. Scritti di storia dell'arte, Libourne, Sillabe, 2000
- (codirection avec Giuseppe Sergi), Arti e storia nel medioevo, IV voll., Turin, Einaudi, 2002-2004
- Vetrate medievali. Officine, tecniche, maestri, Turin [1994], Einaudi, 2008
- Arte delle città, arte delle corti tra XII e XIV secolo, Turin [1983], Einaudi, 2009
- (codirection avec Giuseppe Sergi), Arti e storia nel medioevo, IV voll., Turin, Einaudi, 2002-2004

### Articles en ligne
- Enrico Castelnuovo, Roland Recht et Robert A. Maxwell, « Meyer Schapiro et la sculpture romane. Questions autour d’une non-réception en France », Perspective, 1 | 2006, p. 80-96 [mis en ligne le 31 mars 2018, consulté le 28 janvier 2022. URL : http://journals.openedition.org/perspective/4148 ; DOI : https://doi.org/10.4000/perspective.4148].
- Enrico Castelnuovo et Antonio Pinelli, « Pourquoi l’histoire de l’art suisse intéresse-t-elle ? », Perspective, 2 | 2006, p. 195-200 [mis en ligne le 31 mars 2018, consulté le 28 janvier 2022. URL : http://journals.openedition.org/perspective/354 ; DOI : https://doi.org/10.4000/perspective.354].

## Crédit d'auteurs
- (it) Cet article est partiellement ou en totalité issu de l’article de Wikipédia en italien intitulé « Enrico Castelnuovo » (voir la liste des auteurs).